# اجاهیل
اجاهیل یک منطقهٔ مسکونی در الجزایر است که در استان الیزی واقع شده‌است.

## خصوصیات
اجاهیل ۱٬۰۲۵ متر بالاتر از سطح دریا واقع شده‌است.